# Andrianam
Andrianam is een geslacht van vlinders van de familie spinneruilen (Erebidae).

## Soorten
- A. poinimerina Viette, 1954